# 河原谷公園
河原谷公園（かわらだにこうえん）は、山口市佐山の山口テクノパーク内に位置する都市公園（総合公園）である。

## 施設概要
1996年、山口市が山口テクノパーク内に9億5000万円をかけ整備した。公園の管理は山口市が行っている。公園名の由来は、隣接するため池、河原谷池に由来する。園内には、大型遊具やスポーツ施設等が整備されている。

## 主な施設
- わんぱーく（ローラー滑り台を中心とした大型複合遊具施設）
- 庭球場（有料）
- パークゴルフ場（有料）

## 交通
- 山口宇部道路由良ICより、車で５分。